# Spéléologie en Papouasie-Nouvelle-Guinée
 (juillet 2025).
Si vous disposez d'ouvrages ou d'articles de référence ou si vous connaissez des sites web de qualité traitant du thème abordé ici, merci de compléter l'article en donnant les références utiles à sa vérifiabilité et en les liant à la section « Notes et références ».
Les massifs karstiques de Papouasie-Nouvelle-Guinée font partie des hauts lieux de la spéléologie mondiale. De nombreuses expéditions s'y sont déroulées, tant sur l'ile principale qu'en Nouvelle-Bretagne.
La première visite à caractère spéléologique peut être située en 1968, quand les Australiens Chris Borough et Kevin Read approchent la mégadoline de Mynié, ils ne feront qu'entamer la descente de ce grand gouffre. 
Les découvertes significatives commencent vraiment en 1972 avec la première expédition sur la mégadoline d'Ora, menée par l'Australien Mike Bourke. Cette expédition a été le point de départ des grandes explorations, en mettant au jour le fabuleux potentiel du massif des Nakanaï. Ce sera le début de la fascination des spéléologues pour ces contrées lointaines.
La première expédition française date de 1978. Gérard Propos, alors président de la Fédération française de spéléologie et créateur de la commission des grandes expéditions spéléologiques, décide d'envoyer une équipe. Paul Courbon monte l'équipe légère qui partira pour un premier repérage en 1978, en vue d'une expédition nationale plus lourde deux ans plus tard.